# 愛のワナ
『愛のワナ』（あいのワナ）は、三枝夕夏 IN dbの14枚目のシングル。

## 内容
- 前作「君の愛に包まれて痛い」同様、『格闘美神 武龍』のテーマソングに起用された。
- 前作のインストアイベントの際に新曲として初めて披露されていた。プロモーションビデオもインストアイベントの模様を使用したものになっている。
- このシングルの発売告知当初、カップリングは後に「Everybody Jump」として発表される「途切れないキズナ」と、JEWELRYへ楽曲提供した「白のファンタジー」のセルフカヴァーの2曲が収録される予定で公式サイトに掲載されたが、現在の2曲に改められた。

## 収録曲
1. 愛のワナ
  - 作詞：三枝夕夏、水野幹子 / 作曲：水野幹子 / 編曲：古井弘人
2. 雨上がりの空に咲く虹のように
  - 作詞：三枝夕夏 / 作曲：水野幹子 / 編曲：古井弘人
3. もう自分が自分に嘘をつかないように
  - 作詞・作曲：三枝夕夏 / 編曲：小澤正澄
4. 愛のワナ 〜Instrumental〜

## タイアップ
愛のワナ
- テレビ東京系アニメ『格闘美神 武龍』オープニングテーマ

## 収録アルバム
愛のワナ
- U-ka saegusa IN db III
- 三枝夕夏 IN d-best 〜Smile&Tears〜
- U-ka saegusa IN db Final Best

もう自分が自分に嘘をつかないように
- U-ka saegusa IN db III
- 三枝夕夏 IN d-best 〜Smile&Tears〜